# Скот Болдвин
Скот Болдвин (енгл. Scott Baldwin; 12. јул 1988) професионални је рагбиста и репрезентативац Велса који тренутно игра за екипу Оспрејс.

## Биографија
Висок 191 цм, тежак 114 кг, Болдвин је пре Оспрејса играо за Бриџенд РФК и Свонзи РФК. За "змајеве" је до сада одиграо 14 тест мечева и постигао 1 есеј.